# دييغو فيرمينو
دييغو فيرمينو (14 نوفمبر 1996 بفونشال في البرتغال - ) هو لاعب كرة قدم برتغالي في مركز الهجوم. لعب مع نادي أونياو دا ماديرا.

## وصلات خارجية
- دييغو فيرمينو على موقع قاعدة بيانات كرة القدم.إي يو (الإنجليزية)
- دييغو فيرمينو على موقع Soccerway.com (الإنجليزية)
- دييغو فيرمينو على موقع AS.com (الإسبانية)